# Xestochironomus ankylis
Xestochironomus ankylis är en tvåvingeart som beskrevs av James E. Sublette och Sasa 1994. Xestochironomus ankylis ingår i släktet Xestochironomus och familjen fjädermyggor.
Artens utbredningsområde är Guatemala. Inga underarter finns listade i Catalogue of Life.